# Mount Vesalius
Mount Vesalius ist ein 765 m hoher Berg auf Liège Island im Palmer-Archipel vor der Westküste der Antarktischen Halbinsel. Er ragt nordwestlich des Macleod Point auf.
Erstmals verzeichnet ist der Berg auf einer argentinischen Landkarte aus dem Jahr 1950. Das UK Antarctic Place-Names Committee benannte ihn 1960 nach dem flämischen Anatom Andreas Vesalius (1514–1564).